# آمینواسیدهای غیر پروتئین‌زا

نمودار ون نشان می‌دهد که ۲۲ آمینو اسید پروتئین‌زا کسر کوچکی از تمام آمینو اسیدها هستند.

در بیوشیمی، آمینو اسیدهای غیر کدشده یا غیر پروتئین‌زا، از ۲۲ آمینو اسید پروتئین‌زا (۲۱ در یوکاریوت‌ها) که به‌طور طبیعی در ژنوم موجودات زنده برای تشکیل ساختار پروتئین‌ها کدگذاری می‌شوند، متمایز هستند. با این حال، بیش از ۱۴۰ آمینو اسید غیر پروتئین‌زا به‌طور طبیعی در پروتئین‌ها وجود دارد و هزاران آمینو اسید دیگر ممکن است در طبیعت وجود داشته باشند یا در آزمایشگاه سنتز شوند. آمینو اسیدهای سنتز شده شیمیایی را می‌توان آمینو اسیدهای غیر طبیعی نامید. آمینو اسیدهای غیرطبیعی را می‌توان به‌طور مصنوعی از آنالوگ‌های بومی خود از طریق اصلاحاتی مانند آلکیلاسیون آمین، جایگزینی زنجیره جانبی، حلقوی‌سازی و جایگزینی ایزوستریک در ستون فقرات آمینو اسیدها تهیه کرد. بسیاری از آمینو اسیدهای غیر پروتئین‌زا به دلایل زیر مهم هستند:
- واسطه‌ها در بیوسنتز،
- در تشکیل پیرایش پساترجمه‌ای پروتئین‌ها،
- در نقش فیزیولوژیکی (به عنوان مثال اجزای دیواره سلولی باکتری، انتقال دهنده‌های عصبی و سموم)،
- ترکیبات دارویی طبیعی یا مصنوعی،
- در شهاب‌سنگ‌ها موجود هستند یا در آزمایش‌های پربیوتیک (مانند آزمایش میلر–یوری) استفاده می‌شود.

## یادداشت
1. ↑  به علاوه فرمیل متیونین در یوکاریوت‌ها با اندامک‌های پروکاریوتی مانند میتوکندری